# Nguyễn Phúc Miên Liêu
Nguyễn Phúc Miên Liêu (chữ Hán: 阮福綿寮; 23 tháng 8 năm 1824 – 1881), tước phong Quỳ Châu Quận công (葵州郡公), là một hoàng tử con vua Minh Mạng nhà Nguyễn trong lịch sử Việt Nam.

## Tiểu sử
Hoàng tử Miên Liêu sinh ngày 29 tháng 7 (âm lịch) năm Giáp Thân (1824), là con trai thứ 29 của vua Minh Mạng, mẹ là Cung tần Lê Thị Tường, con gái quan Hậu quân Lê Chất. Theo bản hạch tội Lê Chất của Tả Thị lang Lê Bá Tú thì Chất mong muốn con gái mình chính vị trung cung nhưng không được chấp thuận. Do cha có tội nên bà Tường bị phế làm thứ nhân, giam cầm cho đến khi chết.
Hoàng tử Miên Liêu lúc trẻ thông minh, khi ra ở phủ riêng lại dốc chí ham học, thông khắp các kinh điển, có tiếng thơ hay. Năm Minh Mạng thứ 21 (1840), vua cho đúc các con thú bằng vàng để ban thưởng cho các hoàng thân anh em, các hoàng tử công và hoàng tử chưa được phong tước. Hoàng tử Miên Liêu được ban cho một con hổ bằng vàng nặng 6 lạng 8 đồng cân.
Năm Thiệu Trị thứ 3 (1843), ông được phong làm Quỳ Châu Quận công (葵州郡公). Tháng 2 (âm lịch) năm 1854, khi vua Tự Đức thăm nhà Thái học, ông theo hầu và ứng chỉ làm 8 bài ca "Vua thăm nhà học". Khi đem những bài thơ trình lên, vua rất khen ngợi cho chép vào tập thơ Tích Ung Canh Ca hội tập. Các bài thơ ấy có lời rằng:
Bài I: Nay hoàng đế ta, có cả nước đức ngang với đạo quẻ Kiền, sánh với đạo quẻ Ly, sáng Nam tỏ lên ngôi ở giữa, làm vua làm thầy, làm khuôn phép cho dân, chăm giáo hóa, đào tạo người hiền, bắt chước điển xưa.
Bài II: Năm là năm Dần, ngày là ngày Đính. Tiên triết đức lớn, cử hành lễ đế. Xe vua sớm đến ngự, tiếng nhạc ngựa sang sảng. Thuyền rồng đi thong thả, cờ nghê sớm tối.
Bài III: Trông lên núi Ni Sơn cung tường chót vót. Đồ thơ nghiêm chỉnh, trống chuông khua vang. Kính lễ chẳng trái, rực rỡ ánh hoàng. Được thần cảm cách, phảng phất anh linh.
Bài IV: Bèn dựng nhà học, xe ngọc lộ đến đó, đồ lộ bộ sâm nghiêm các thứ cờ dàn quanh, giá trống giá chuông, các đồ nhạc đầy đủ, các quan đến sắp hàng đông như mây tụ, các học trò áo xanh đều đến cả.
Bài V: Bèn đặt nơi dạy học làm nhà chứa sách, bên tả để kinh, bên hữu để truyện, kính theo thánh huấn. Đạo "trung", đạo "nhất" rất hợp lòng vua, phát minh chỗ còn lờ mờ, tìm ra lẽ huyền bí. Đức tốt rõ ràng.
Bài VI: Sắc mặt tiếng cười như mùa xuân ấm áp, lời dạy bảo rõ ràng như sao sáng. Đức tốt chẳng thôi làm thành lời ca ngợi. Tình tứ của các vị Chu, Khổng, thánh học sâu rộng. Như ánh sáng sông Vân Hán, rực rỡ ở trên trời.
Bài VII: Giống nòi Hồng Lạc đã nghìn năm nay, nhà học có đã lâu đời đến thăm nhà học, nghi lễ long trọng mới bắt đầu rực rỡ từ nay, năm Vĩnh Bình đời Hán, năm Trinh Quán đời Đường sử sách chép lại, đều như nhau một mối.
Bài VIII: Bày đồ nhạc làm lễ hợp tế, đông đủ lũ lượt đến dự tế, thết đãi các người khách đến dự, vui vẻ khôn siết, đã vịnh thơ Ngư tảo, lại hát điệu Bách Lương, lớn nhỏ cúi đầu đều chúc vua "vạn thọ vô cương".
Năm Thiệu Trị thứ 6 (1846), tháng 5 nhuận (âm lịch), thái trưởng công chúa Ngọc Cửu mất, quận công Miên Liêu khâm mạng đến tế. Công chúa Ngọc Cửu là em gái của vua Minh Mạng, là cô của vua Thiệu Trị.
Năm Tự Đức thứ 34 (1881), quận công Miên Liêu qua đời, thọ 58 tuổi, thụy là Cung Lượng (恭亮). Mộ của ông được táng tại An Cựu (Hương Thủy, Thừa Thiên - Huế), phủ thờ cũng dựng tại An Cựu, sau dời về Hà Lan (thuộc huyện Quảng Điền, Huế).

## Hậu duệ
Quận công Miên Liêu có 5 con trai và 9 con gái. Ông được ban cho bộ chữ Ấp (邑) để đặt tên cho các con cháu trong phòng. Con trai thứ hai của ông là công tử Hồng Chất lúc đầu tập phong làm Kỳ ngoại hầu (畿外侯), đến năm 1886, đổi làm Quang lộc tự thiếu khanh, lĩnh chức Hộ lăng Phó sứ. Sau Hồng Chất mắc tội nên bị giáng 4 cấp, không được làm nữa, năm 1890 mới đổi làm Tri phủ Quảng Ninh.
Năm Thành Thái thứ 14 (1902), công tử Hồng Phố con của quận công Miên Liêu, cùng với công tử Hồng Thứ (con của quận công Miên Tằng) và công tôn Ưng Tạo (cháu nội của quận công Miên Thanh), vì tội đào trộm mộ phần của Quảng Ninh Quận vương Miên Mật và các phi tần công chúa triều trước nên đều bị kết án giảo giam hậu, phải đổi sang họ mẹ, vĩnh viễn không được tha thứ (Hồng Phố bị đổi sang họ mẹ là họ Lâm).